# Gonzalo García Gudiel
Gonzalo García Gudiel (né en 1238/1239 à Tolède, Espagne et mort en décembre 1299 à Rome) est un cardinal espagnol du XIIIe siècle.

## Biographie
Gonzalo García Gudiel étudie à l'université de Paris et fait probablement partie de l'entourage de l'infante Sancho de Castilla, le futur roi Sanche IV, à Paris. En 1260 il est recteur de l'université de Padoue et chanoine et doyen du chapitre de Tolède. En 1272 Gudiel est élu évêque de Cuenca. En 1275 il est transféré au diocèse de Burgos et en 1280 promu à l'archidiocèse de Tolède.
Gudiel est chancelier de Castille et Andalousie et le pape Nicolas IV le nomme prêcheur de croisade. Il fonde les Estudios de Escuelas Generales de Alcalá de Henares en 1293. Après la mort du roi Sanche IV et la succession par Fernand IV, la situation de l'archevêque devient difficile et il se rend à Rome.
Le pape Boniface VIII le crée cardinal lors du consistoire de 4 décembre 1298.